# Nicole Ross
Nicole D. Ross (ur. 15 stycznia 1989 w Nowym Jorku) – amerykańska florecistka, trzykrotna medalistka mistrzostw świata.
W 2009 roku zdobyła złoty medal drużynowo na mistrzostwach świata juniorów w Belfaście.
Podczas mistrzostw świata w Wuxi w 2018 roku Amerykanki w składzie: Lee Kiefer, Margaret Lu, Nzingha Prescod i Nicole Ross zdobyły drużynowo złoty medal. W tej samej konkurencji zdobyła też srebro na mistrzostwach świata w Lipsku (2017) i brąz na mistrzostwach świata w Budapeszcie (2019).
Wystartowała na igrzyskach olimpijskich w Londynie w 2012 roku, gdzie drużynowo była szósta, a indywidualnie odpadła w drugiej rundzie. Brała też udział w igrzyskach olimpijskich w Tokio, gdzie drużynowo była czwarta, a indywidualnie dwunasta.
Ponadto wywalczyła srebro drużynowo i brąz indywidualnie na igrzyskach panamerykańskich w Toronto (2015) oraz złoto drużynowo na igrzyskach panamerykańskich w Limie (2019).